# (113) Amalthea
(113) Amalthea – typowa planetoida kamienna, z pasa głównego planetoid okrążająca Słońce w ciągu 3 lat i 242 dni w średniej odległości 2,37 j.a. Została odkryta 12 marca 1871 roku w obserwatorium w Düsseldorfie przez Roberta Luthra. Nazwa planetoidy pochodzi od imienia nimfy Amaltei – postaci z mitologii greckiej.
Również jeden z małych księżyców Jowisza nosi nazwę Amalthea.